# Batalla de Bouin
La batalla de Bouin va tenir lloc el 6 de desembre de 1793 durant la guerra de Vendée. Va oposar a l'illa de Bouin a les tropes republicanes de l'Exèrcit d'Occident i a les forces de la Vendée del general Charette.
Els combats van tenir lloc en el marc d'una ofensiva republicana llançada al novembre des de Nantes i Les Sables-d'Olonne amb l'objectiu de reconquerir l'illa de Noirmoutier, que havia caigut en mans dels Vendeans a l'octubre. Després de diverses derrotes contra les columnes dels generals Haxo i Dutruy, Charette va intentar, sense èxit, retirar-se a Noirmoutier i es va trobar envoltat a l'illa de Bouin.
L'assalt va ser llançat el matí del 6 de desembre de 1793 per tres columnes republicanes que van trencar les defenses reialistes i van prendre el control de tota l'illa en poques hores, alliberant centenars de presoners patriotes i capturant tots els canons i tots els cavalls del insurgents. No obstant això, malgrat les grans baixes, l'exèrcit de Charette va escapar de la destrucció i va aconseguir fugir pels pantans. Pocs dies després, va reprendre els seus atacs al bocage i el 12 de desembre Charette va ser escollit generalíssim de l'Exèrcit Catòlic i Reial de Baix-Poitou.

## Context

### Inici de l'ofensiva republicana

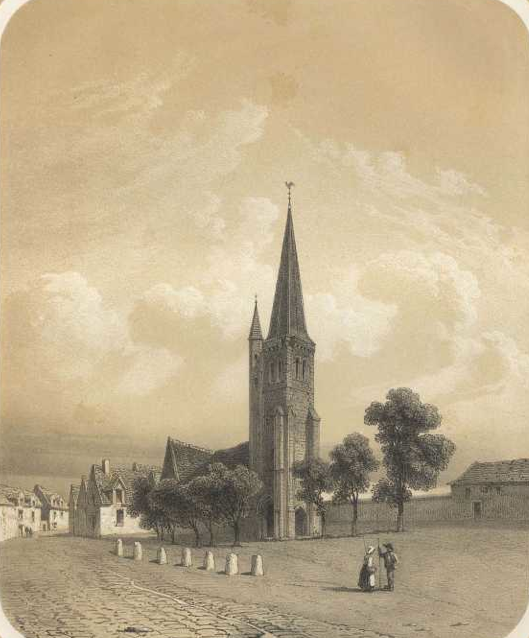
Església de la Mare de Déu de l'Assumpció de Bouin

El 12 d'octubre de 1793, els Vendeans de l'exèrcit del general Charette es van apoderar de l'illa de Noirmoutier travessant la calçada submergible de Gois. La feble guarnició republicana va oferir poca resistència i va capitular. Charette forma una administració reialista a Noirmoutier i hi deixa part de les seves tropes abans de marxar al cap de tres dies. Els presoners republicans van ser tancats a Bouin, on el cap local, François Pajot, va fer massacrar diversos centenars d'ells el 17 i el 18 d'octubre.

A París, la notícia de la presa de l'illa de Noirmoutier va despertar la preocupació del Comitè de Seguretat Pública, que temien que permetés als vendens rebre ajuda dels britànics. El 18 d'octubre, el consell executiu va rebre un decret signat per Barère, Prior de la Costa d'Or, Collot d'Herbois, Billaud-Varenne, Robespierre i Hérault de Séchelles que li ordenava 
| « | Prendre totes les mesures necessàries per atacar l'illa de Noirmoutier. Tan aviat com sigui possible, expulseu els bandolers i assegureu-ne la possessió per a la República. | » |

El 2 de novembre de 1793, el Consell de Guerra de l'Armada de l'Oest va ordenar al general de brigada Nicolas Haxo que formés un cos de 5.000 a 6.000 homes per recuperar l'illa de Noirmoutier. Se li van donar ordres d'atacar i colpejar Charette "allà on pogués trobar-lo, perseguint-lo fins a la mateixa Noirmoutier". Després d'establir un pla de campanya, Haxo es posa en marxa. Va dividir les seves forces en dues columnes: la primera, comandada per l'adjudant general Jordy, va sortir de Nantes el 21 de novembre; el segon, dirigit per ell mateix, va abandonar la ciutat al seu torn el 22 de novembre, i es va dirigir cap a Machecoul, que va ocupar el 26. Per la seva banda, la columna de Jordy, de 3.000 homes, va marxar cap a Port-Saint-Père, que va agafar a les forces de La Cathelinière el 26 de novembre, després de cinc dies de combats i canoneig, Jordy pren llavors Sainte-Pazanne i Bourgneuf-en-Retz, i més endavant es troba amb el general Haxo a Legé el 28 de novembre.
A l'altra banda del territori insurgent, el general de brigada Dutruy també va sortir el 21 de novembre des de les Sables-d'Olonne. Els dies 22 i 23 va ocupar La Roche-sur-Yon, Aizenay, Le Poiré-sur-Vie i Palluau, abans de guanyar Legé. Després s'uneix a Haxo a Machecoul.
Mentrestant, Charette abandona el seu refugi a Touvois i uneix forces amb les de Jean-Baptiste Joly i Jean Savin16. El 27 de novembre es van posar a atacar Machecoul, però els va sorprendre prop de La Garnache una columna comandada pel tinent coronel Aubertin, oficial de l'exèrcit de Dutruy. Charette es va retirar a Saint-Gervais, després a Beauvoir-sur-Mer amb la intenció de trobar refugi a l'illa de Noirmoutier. Tanmateix, aquest projecte va trobar l'oposició de Joly i Savin, que es van retirar amb les seves forces per tornar al bocage. Charette no va poder travessar el Passage du Gois cap a Noirmoutier a causa de la marea alta i de l'arribada de la columna d'Aubertin, que el va obligar a tancar-se a l'illa de Bouin, on aviat es va trobar envoltat.

### Retirada dels Vendeans a les illes de Bouin i Noirmoutier

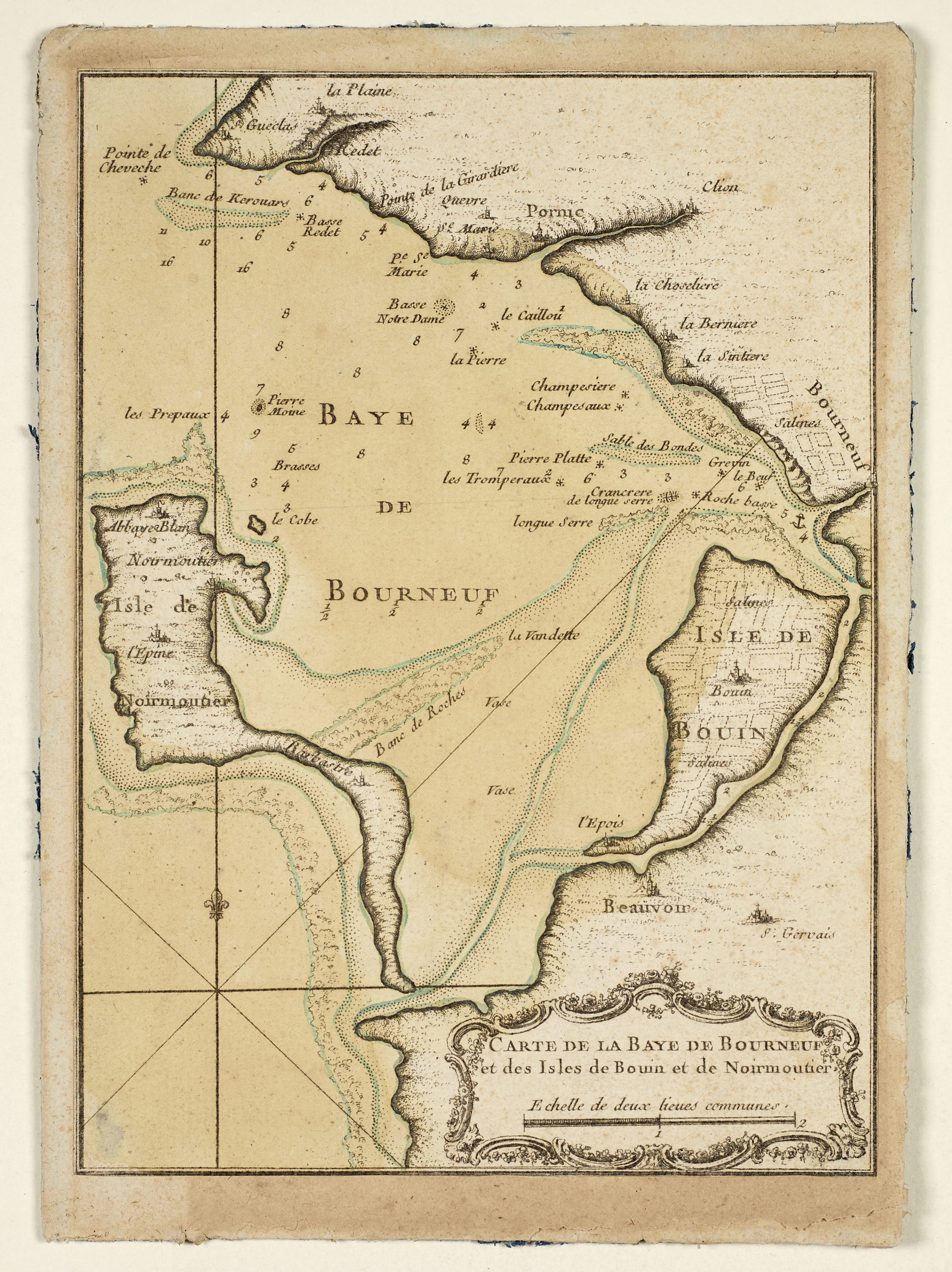
Mapa de la badia de Bourgneuf i les illes de Noirmoutier i Bouin, 1764, Musée de Bretagne.

Situada a la badia de Bourgneuf, l'illa de Bouin, aleshores poblada per entre 2.000 i 2.500 habitants, estava separada del continent per un curs d'aigua, el Dain, molt envasat i transitable a peu amb la marea baixa. L'únic pont és el de La Claie, de fusta, que uneix la població de Bouin amb la de Bois-de-Céné. L'illa està coberta de séquies, rescloses, canals i dics. El pas per aquestes séquies es feia generalment per mitjà de taulons de fusta, que Charette havia retirat per frenar els republicans. Els vendeans van construir diversos atrinxeraments al llarg del Dain, així com dues o tres bateries d'artilleria amb forma d'amfiteatre, entre elles una al molí de Jaunay i una altra al molí de la Pentecôterie. També tenien molt de menjar.

L'1 de desembre, Haxo i Dutruy eren a La Garnache, on escrivien al ministre de la Guerra: 
| « | En l'actualitat estem entre Challans i Beauvoir; totes les posicions estan ocupades; a l'enemic només li queden 8 llegües de terra als aiguamolls on el vam envoltar. | » |

 Però l'endemà, el general Rossignol, comandant en cap de l'exèrcit de l'Oest, va ordenar a Haxo que marxés cap a Beaupréau amb part de les seves forces per tal d'alliberar els generals Desmares i Chabot, que estaven en dificultats contra els insurgents angevins de La Bouëre i Pierre Cathelineau. Haxo va complir de mala gana i va dirigir una expedició a Maine-et-Loire durant tres dies.
Charette aprofita aquest breu respir per embarcar de nit cap a l'illa de Noirmoutier, on queda testimoniada la seva presència el 4 de desembre. Va confiar al seu ajudant de camp, Joseph Hervouët de La Robrie, la missió d'anar a Anglaterra a demanar ajuda. L'ordre també està signada per Maurice D'Elbée, antic generalíssim de l'exèrcit catòlic i reial, que es va refugiar a Noirmoutier a causa de les greus ferides rebudes a la batalla de Cholet. La Robrie es va embarcar en una goleta de 60 tones, Le Dauphin, comandada per Louis François Lefebvre. Però a causa dels vents desfavorables o de la presència de vaixells republicans, Le Dauphin només va poder salpar durant la nit del 23 al 24 de desembre.
Tornant a Bouin la nit del 4 al 5 de desembre, Charette va notar que les seves tropes no tenien munició i va ordenar a Hyacinthe Hervouët de La Robrie, germà de Joseph, que s'embarqués cap a Noirmoutier i hi obtingués subministraments. Però al seu retorn, troba l'accés a l'illa de Bouin bloquejat pels republicans, que finalment van passar a l'ofensiva.

### Preludi
Després de buscar el bosc de Princé el dia abans, la columna de l'ajudant general Jordy va arribar a Bois-de-Céné i Châteauneuf el 3 de desembre. Allà es va dividir en dos per començar l'encerclament de l'illa: Jordy va romandre a Bois-de-Céné, mentre que l'ajudant general Villemin va anar a Bourgneuf-en-Retz. El general Dutruy va ocupar Beauvoir-sur-Mer i el general Haxo va arribar a Challans el 5 de desembre. La nit del 5 al 6 de desembre, a mitjanit, es va donar l'ordre a les tres columnes republicanes de moure's per atacar Bouin. El de Beauvoir comença a l'alba.
Encara que conscients de la presència de tropes republicanes, els vendeans van passar la nit anterior a la batalla festejant i ballant. A les seves memòries, l'oficial reialista Pierre-Suzanne Lucas de La Championnière va escriure:
| « | Refugiats a Bouin, estàvem envoltats per tots costats: la nit no va ser pacífica. No obstant això, com que el menjar era abundant i moltes dones s'havien refugiat a l'illa, algunes van començar a ballar, altres a beure, i les menys decidides s'escapaven durant la nit.» | » |

## Forces presents

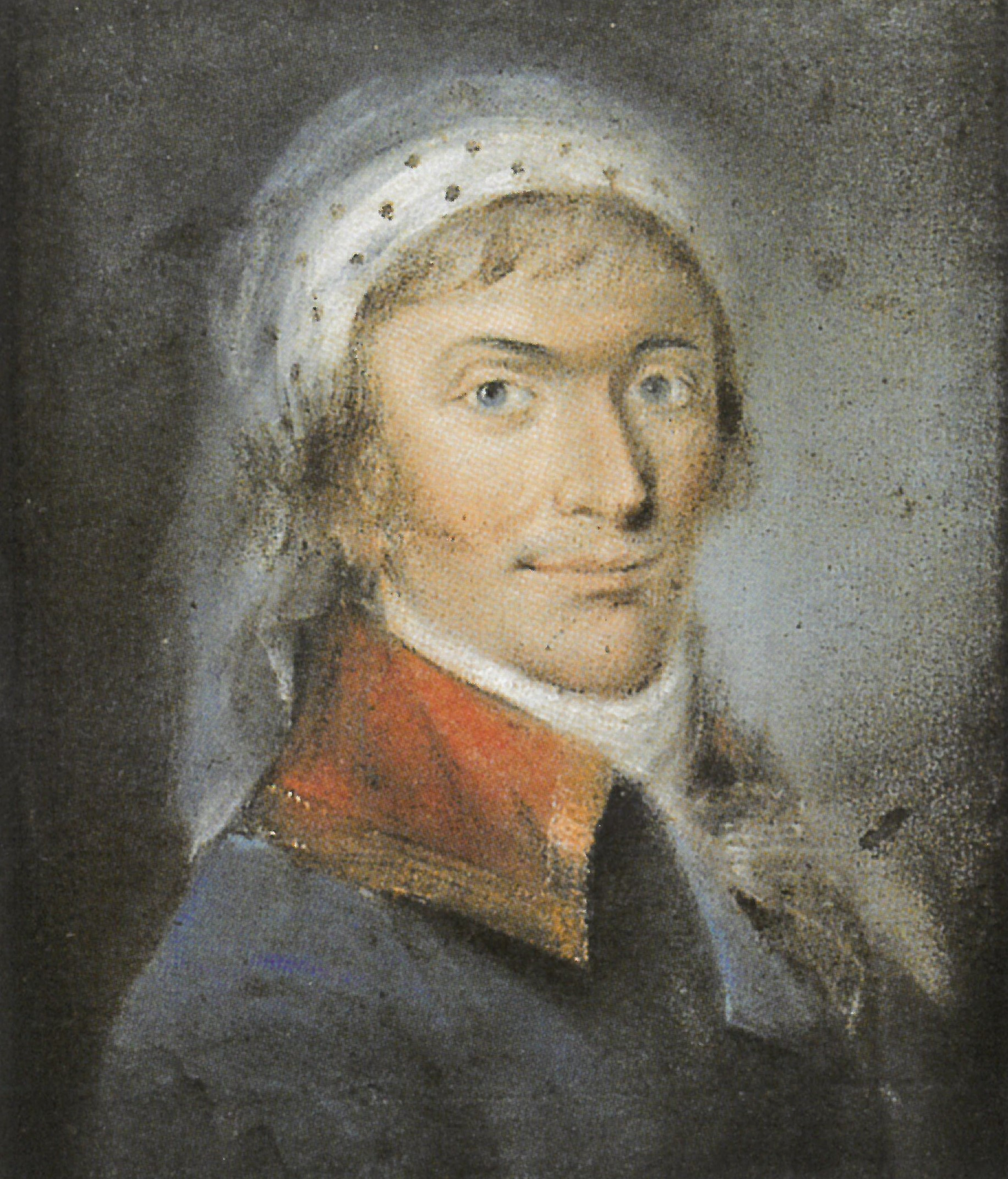
Retrat al pastel del general de la Vendée François Athanase Charette de La Contrie.

### Exèrcit de Vendée
Els efectius de Vendée s'estimen entre 1.500 i 2.400 segons la font. S'estima en 1.800 per Jordy i 2.400 pel general Bard, en una carta dirigida al general Duval el desembre de 1443. Les memòries anònimes de l'administrador militar esmenten 1.500 combatents. L'autor reialista Bittard des Portes dona el mateix nombre. Le Bouvier-Desmortiers situa els Vendeans en 3.000, enfront dels 6.500 republicans, però per a l'historiador Lionel Dumarcet aquestes xifres són certament sobreestimades.
Al nord de l'illa de Bouin, un camí anomenat "pas del sud", que gira cap a Bourgneuf-en-Retz, és defensat per 250 homes dirigits per Louis Guérin, que haurien pres posició a Corbets. A l'est, Jean-Baptiste de Couëtus, amb 400 homes, vigilava la carretera de Bois-de-Céné i mantenia el reducte del molí Jaunay, al sud del pont de Claie. ·  Charette va prendre una posició amb el gruix de les forces al poble d'Epois, al sud, a la carretera de Beauvoir-sur-Mer39. Ocupa especialment el pont de Poirocq i el molí de la Pentecôterie. Altres forces queden en reserva a la ciutat de Bouin. François Pajot, el líder de la divisió de Bouin, també hi és present, però no hi ha cap relat de les seves accions durant la batalla.

### Exèrcit republicà
Els republicans van mobilitzar uns 5.000 homes a l'ofensiva, però no tots van lluitar. Segons Aubertin, la brigada d'Haxo va formar uns 5.000 homes, «incloent-hi les guarnicions o destacaments estacionaris, i els homes dels hospitals». Segons les memòries de l'administrador militar, en l'assalt van participar 2.000 infants, segons l'historiador Yves Gras, 3.000. Segons Aubertin, només els 2.200 homes de la seva columna i la de Jordy van participar en els combats. Aquestes forces es van dividir en tres columnes. Al nord de Bouin, la columna de l'ajudant general Villemin va prendre posició a Bourgneuf-en-Retz. A l'est, la columna comandada directament per l'adjudant general Nicolas Louis Jordy ocupava la carretera de Bois-de-Céné. Al sud, la columna comandada pel tinent coronel Aubertin arribava per la carretera de Beauvoir-sur-Mer. Només les columnes nord i sud tenen peces d'artilleria. Les canoneres també van escorcollar els voltants de l'illa per evitar qualsevol fugida per mar.
La columna de Jordy tenia una força entre 674 i 2.500 homes. Va desplegar al seu centre el 10è batalló de voluntaris de Meurthe, comandat pel seu germà i de l'antic Exèrcit de Mainz. Aquest batalló el segueix un destacament del 109è regiment d'infanteria. Un destacament del 77è Regiment d'Infanteria ocupa el flanc esquerre i un altre del 57è Regiment d'Infanteria ocupa el flanc dret.
La forta columna d'Aubertin, de 1.000 a 1.100 homes amb un canó, estava formada per 455 homes de l'11è batalló de voluntaris de la formació d'Orleans, destacaments dels 109è i 110è regiments d'infanteria i alguns altres cossos i artillers del 1r batalló del Baix-Rhin.

## Procediment

### Captura d'atrinxeraments i reductes per part dels republicans

Mapa de la batalla de Bouin

Segons el pla establert, les tres columnes s'havien de reunir sota Bouin a les 11 del matí. Tanmateix, a l'hora fixada, només hi és Jordy.
Al nord, la columna de Villemin, obstaculitzada pels aiguamolls i per «el defecte de les barques», no participà en el combat. Al sud, la columna d'Aubertin també és frenada per canals de 15 a 18 peus d'ample i 4 de fondària. Va trobar tots els ponts tallats i va haver de fer-los restaurar per una companyia d'enginyers de Loire-Inférieure comandada per l'oficial enginyer Fachot. Per dur a terme aquesta feina, arrossega vint cotxes carregats de fusta i materials diversos.
Els enfrontaments van començar amb duels d'artilleria. Abans de la batalla, Charette adreça una breu arenga als seus homes, en la qual insta els que no volen lluitar a retirar-se i promet que salvarà a tots els que acceptin seguir-lo.
Segons el relat deixat per Aubertin a les seves memòries, després de la restauració d'un pont per part dels sapadors, la seva columna es va apoderar d'una primera bateria, formada per un canó de 16 lliures muntat sobre un mirador marítim. Després va restaurar set o vuit ponts més i es va trobar amb les tropes de Charette a mitja llegua de Bouin. Els republicans s'enfrontaren a «una mena de reducte, amb dos embrasures revestides de canons» i un atrinxerament «guardat per un nombrós destacament», situat al peu d'un molí de vent, no lluny del mar. El conjunt és assaltat i els Vendeans abandonen dos canons de 4 lliures i deixen uns quants morts i ferits a terra.
Per la seva banda, Jordy, després d'haver travessat «una multitud de séquies mig vidriades», es va trobar sota el foc de la bateria Jaunay. No obstant això, va decidir llançar l'assalt. Les seves tropes van creuar el Dain i el pont de La Claie sense trobar una forta resistència35. Van prendre els atrinxeraments de la Vendée amb baionetes i un canó va ser capturat pel 10è batalló de Meurthe. Les tropes de Guérin van retrocedir a la ciutat i les forces de Couëtus es van retrocedir contra les de Charette.

En les seves memòries, el líder de Vendée Pierre-Suzanne Lucas de La Championnière evoca força breument els combats i indica que 
| « | vam lluitar durant molt de temps amb foc de canons: diverses vegades a banda i banda havíem fingit carregar, quan de sobte la columna venia de Châteauneuf i que no teníem por per la seva falta d'aspecte, va trencar el petit nombre de soldats que havíem posat en aquest costat: ens vam trobar atrapats entre dos focs.» | » |

### Retirada dels Vendeans
Charette es va retirar a la ciutat de Bouin, on va reunir algunes de les seves tropes. Guérin s'hi va unir, després d'una llarga resistència en un lloc anomenat La Casse, al pati de l'hospital. D'esquena al mar i ara sense cap manera de retirar-se, Charette va decidir intentar trencar l'encerclament amb una càrrega de baioneta. Però mentre les seves tropes s'estaven reformant, un resident de Bouin va oferir al general de Vendée que li servís de guia a través del laberint de séquies i maresmes que cobria l'illa.
Els republicans van avançar lentament i amb cautela, per por a les emboscades. Quan entren al poble, esperen trobar els vendeans atrinxerats a l'interior de l'església. Tanmateix, només es descobreixen les dones, amagades a la torreta de l'escala del campanar. També es van trobar combatents vendeans aïllats, ferits o malalts, a les cases i foren afusellats a l'acte. Alguns habitants de la ciutat de Bouin van patir la mateixa sort. Tanmateix, els republicans només poden observar que el gruix de les forces de Vendée ha desaparegut sense deixar rastre.
No es coneix amb certesa la ruta que van prendre Charette i els seus homes per escapar. A partir de la tradició oral local, Simone Loidreau, seguida de Lionel Dumarcet, estima que probablement els vendeans van creuar el pont de Poirocq, després el charreau de La Billarderie, el pont de Guérineau, el mas La Culgoiserie i el petit port de Billarderies, destinat a l'embarcament de càrregues de sal. Aleshores, aquest petit port, situat a la riba del Dain, estava molt brut i ja no era accessible als vaixells. Aleshores, els fugitius podrien haver creuat el Dain a peu, aprofitant la marea baixa. Aleshores haurien passat o bé per Sartières i l'illa de Boisseau, o bé per Fresne, La Guitelle i Petits Fresnes, per arribar a la Creu Roja. Després de vorejar el Moulin de la Rive, a les 3 de la tarda van arribar a la localitat de Châteauneuf, abandonada el dia abans per les tropes de Jordy.

## Pèrdues
Segons Jordy, les pèrdues dels republicans són 19 morts i 83 ferits, 8 d'ells greus.
El nombre de pèrdues reialistes varia entre les fonts. Segons Jordy, els Vendeans van perdre 1.000 homes, i només 800 van aconseguir fugir. Haxo, però, només informa de 200 morts. Segons Aubertin, 1.200 vendens aconsegueixen fugir. El reialista Le Bouvier-Desmortiers assegura per la seva banda que l'exèrcit va perdre una quarta part de la seva mà d'obra, és a dir, 700 homes morts o ferits. L'historiador Émile Gabory conserva un balanç de 200 morts. Es desconeix el nombre total de malalts i ferits massacrats a la localitat, només s'identifiquen 25 víctimes, totes de Bouin. El 20 de gener, més de trenta homes també van ser afusellats prop del port de la Claie.
Els Vendeans van perdre entre 5 i 13 canons, cinc segons Dutruy, sis segons Haxo i Le Bouvier-Desmortiers, i tretze segons Jordy, així com cavalls, el nombre dels quals encara varia segons les fonts: 16 segons Haxo, 70 segons Aubertin i 200 segons Dutruy.
Moltes dones refugiades a l'església de Bouin són capturades. No se'n sap exactament, segons Lionel Dumarcet la xifra que tradicionalment es manté és de 300, però el municipi de Beauvoir-sur-Mer esmenta la detenció de 83 sospitosos, entre ells una trentena de Bouin, amb "entre ells 62 dones, entre elles 45 de fora de la comuna". Les 62 dones conegudes pel seu nom van ser enviades a les presons de Bouffay i Bon Pasteur, a Nantes, o bé al port de Sables-d'Olonne, d'on algunes van ser traslladades uns mesos després a l'illa de Noirmoutier. Moltes d'elles van ser guillotinades a Nantes, afusellades a Noirmoutier o van morir a la presó. Entre els captius destaquen Madame de Couëtus, nascuda Marie Gabrielle du Chilleau, esposa del general Couëtus, i les seves dues filles, Sophie i Céleste. Empresonada a Nantes a la presó de Le Bon Pasteur, després a la presó de Bouffay, va ser guillotinada l'1 de febrer de 1794. Les seves filles van escapar de la mort per poc i van ser alliberades el 19 de desembre de 1794 per ordre d'un representant en missió.
Després de prendre Bouin, els republicans també van alliberar diversos centenars de presoners patriotes detinguts pels vendeans. El seu nombre és de 900 segons Jordy, que sembla exagerat segons Lionel Dumarcet i Simone Loidreau. Dutruy esmenta 700 presoners alliberats i les memòries anònimes de l'administrador militar entre 200 i 300. Aquesta darrera estimació la manté Simone Loidreau, mentre que per a l'historiador Alain Gérard, els presoners van alliberar un nombre de 127.

## Conseqüències
Els republicans van prendre el control de l'illa de Bouin i van obtenir una clara victòria, però Charette va aconseguir fugir amb part de les seves forces. Poc després, el general de Vendée es va trobar amb un petit comboi republicà entre Châteauneuf i Bois-de-Céné, després s'enfonsa al boscatge i arriba a Saint-Étienne-de-Mer-Morte. El 7 de desembre, la petita tropa va celebrar una missa i un Te Deum a Touvois, abans d'intentar sense èxit recuperar Legé. El 8 de desembre es va unir a l'exèrcit de Jean-Baptiste Joly a Lucs-sur-Boulogne. Els dirigents reialistes del Baix-Poitou i part del Pays de Retz van passar tres dies reunint les seves forces. L'11 de desembre, els vendeans van esclafar la guarnició del Camp de L'Oie. El matí del 12 de desembre, a les Herbiers, els oficials van elegir Charette general en cap de l'«Exèrcit Catòlic i Reial de Baix-Poitou».

## Anàlisis
En els seus «aclariments històrics», publicats a la Restauració, Charles-Joseph Auvynet critica «la vacil·lació, la incertesa i l'absència de cap pla fix» per part de Charette els dies anteriors a la batalla de Bouin. Segons ell, en enfrontar-se entre La Garnache i Machecoul «en terreny desfavorable», només va oferir a les seves tropes «la perspectiva de la destrucció total». La seva derrota a Bouin acabà amb una «carrera precipitada, acompanyada del més gran desordre» que només podria haver tingut un efecte deplorable en la moral de la guarnició de l'illa de Noirmoutier.
L'any 1998, l'historiador Lionel Dumarcet també va concloure que "Charette tenia tanmateix la possibilitat d'evitar les malles de la xarxa republicana. Uns dies abans, Joly i de Savin ho havien aconseguit". La seva retirada a l'illa de Bouin i els seus errors estratègics "podien haver portat el cavaller i els seus homes a l'aniquilació. El destí i l'atzar van decidir el contrari".